# Club'in
Club'in è un album di remix della cantautrice ucraina Ruslana, pubblicato nel 2005.

## Tracce
1. Wild Passion (DJ Small and LV)
2. Dance with the Wolves (Harem)
3. Hey, Go with Me! (DJ Small & LV)
4. Play, Musician (Treat Brothers)
5. Wind Song (Mikhail Nekrasov)
6. Wild Dances (DJ Small & LV)
7. The Same Star (Treat Brothers)
8. The Tango We Used to Dance (DJ Small & LV)
9. Dance with the Wolves (Treat Brothers)
10. The Same Star (DJ Zebra & Sergey Repin)
11. Wind Song (DJ Small & LV)
12. Wild Dances (C.V.T. vs DJ Nick)